# Línea 4D (Comodoro Rivadavia)
La línea 4 Tres Pinos  es una línea de colectivos urbana de Comodoro Rivadavia, bajo concesión de la empresa Transporte Patagonia Argentina desde 2014 que une el B° Centro con gran parte del Cordón Forestal pasando por el barrio Tres Pinos y Malvinas Argentinas, retornando nuevamente al centro. 

## Cuadro Tarifario
| Boleto             | Tarifa   |
| ------------------ | -------- |
| Urbano             | $22      |
| Suburbano          | No posee |
| Estudiante         | $11      |
| Jubilado           | $11      |
| Discapacitado      | $0.00    |
| Policía del Chubut | $0.00    |

En el caso de los boletos de Estudiante y Jubilado reciben un subsidio de la municipalidad de Comodoro Rivadavia que les cubre un 50% del valor del boleto.

## Recorrido Principal

### 4D: Centro - Malvinas Argentinas
También llamado 4 Tres Pinos
| 4P         | Primer servicio A: Malvinas Argentinas | Primer servicio A: Centro | Último servicio A: Malvinas Argentinas | Último servicio A: Centro |
| Laborables | 06:00                                  | 06:35                     | 22:30                                  | 23:05                     |
| Sábados    | 07:00                                  | 07:35                     | 21:00                                  | 21:35                     |
| Festivos   | 07:00                                  | 07:35                     | 21:00                                  | 21:35                     |

Recorrido Circunvalar
| BUS2 | KBHFa |

|  | BHF |

|  | BHF |

|  | BHF |

|  | BHF |

|  | BHF |

|  | BHF |

|  | BHF |

|  | BHF |

|  | BHF |

|  | BHF |

|  | BHF |

|  | BHF |

|  | BHF |

|  | BHF |

|  | BHF |

|  | BHF |

|  | BHF |

|  | BHF |

|  | BHF |

|  | BHF |

|  | BHF |

|  | BHF |

|  | BHF |

|  | BHF |

|  | BHF |

|  | BHF |

|  | BHF |

|  | BHF |

|  | BHF |

|  | BHF |

|  | BHF |

|  | BHF |

|  | BHF |

|  | BHF |

|  | BHF |

|  | BHF |

|  | BHF |

|  | BHF |

|  | BHF |

|  | BHF |

|  | BHF |

|  | BHF |

|  | BHF |

|  | BHF |

|  | BHF |

|  | BHF |

|  | BHF |

|  | BHF |

|  | BHF |

|  | BHF |

|  | BHF |

|  | KBHFe |